# Stadtkirche Malchow

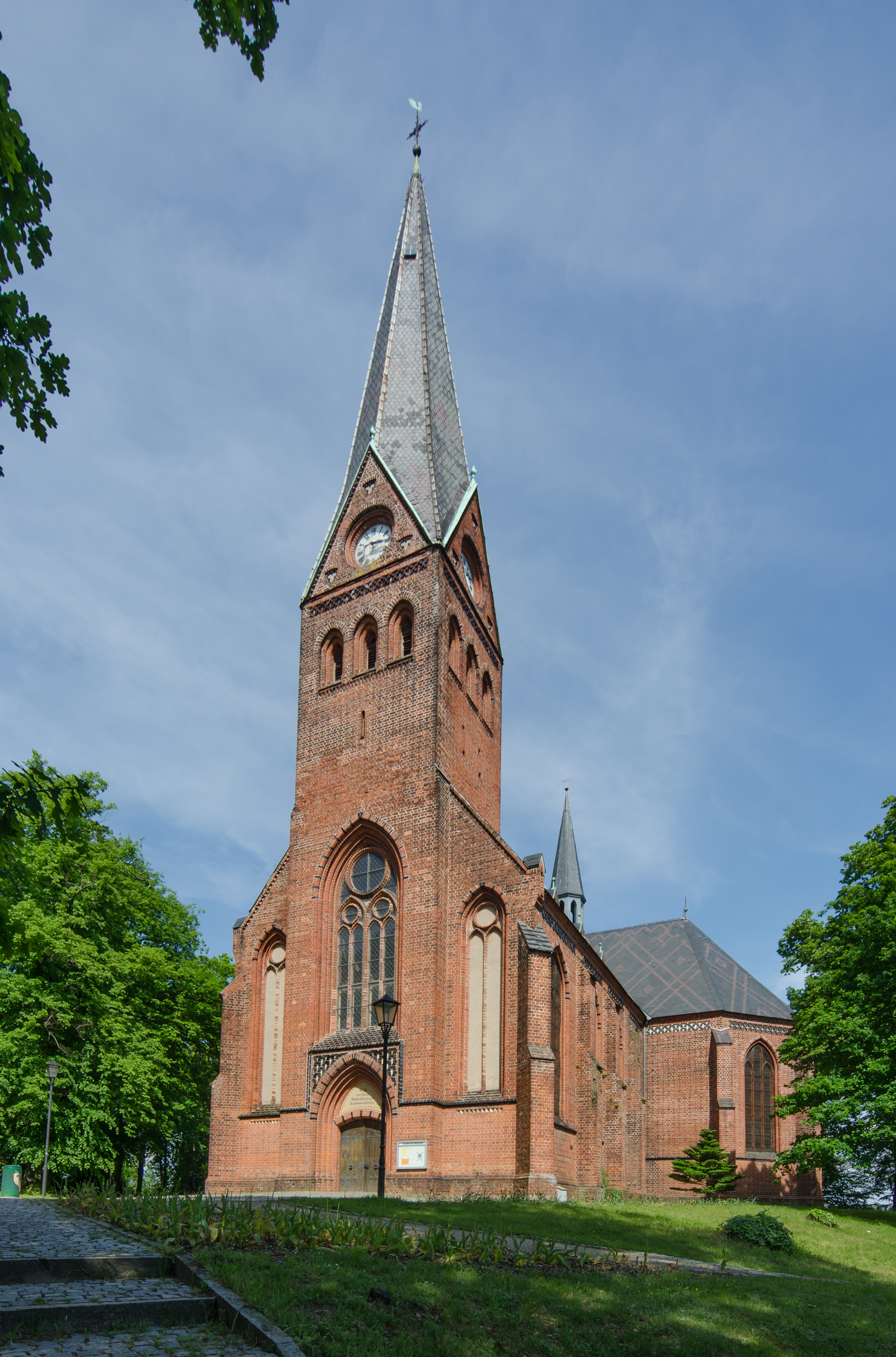
Stadtkirche Malchow

Die Stadtkirche Sankt Johannis Malchow in Malchow, Kirchenstraße, im Süden von Mecklenburg-Vorpommern wurde von 1870 bis 1873 in Form einer Kreuzkirche erbaut.
Das Gebäude steht unter Denkmalschutz.

## Geschichte

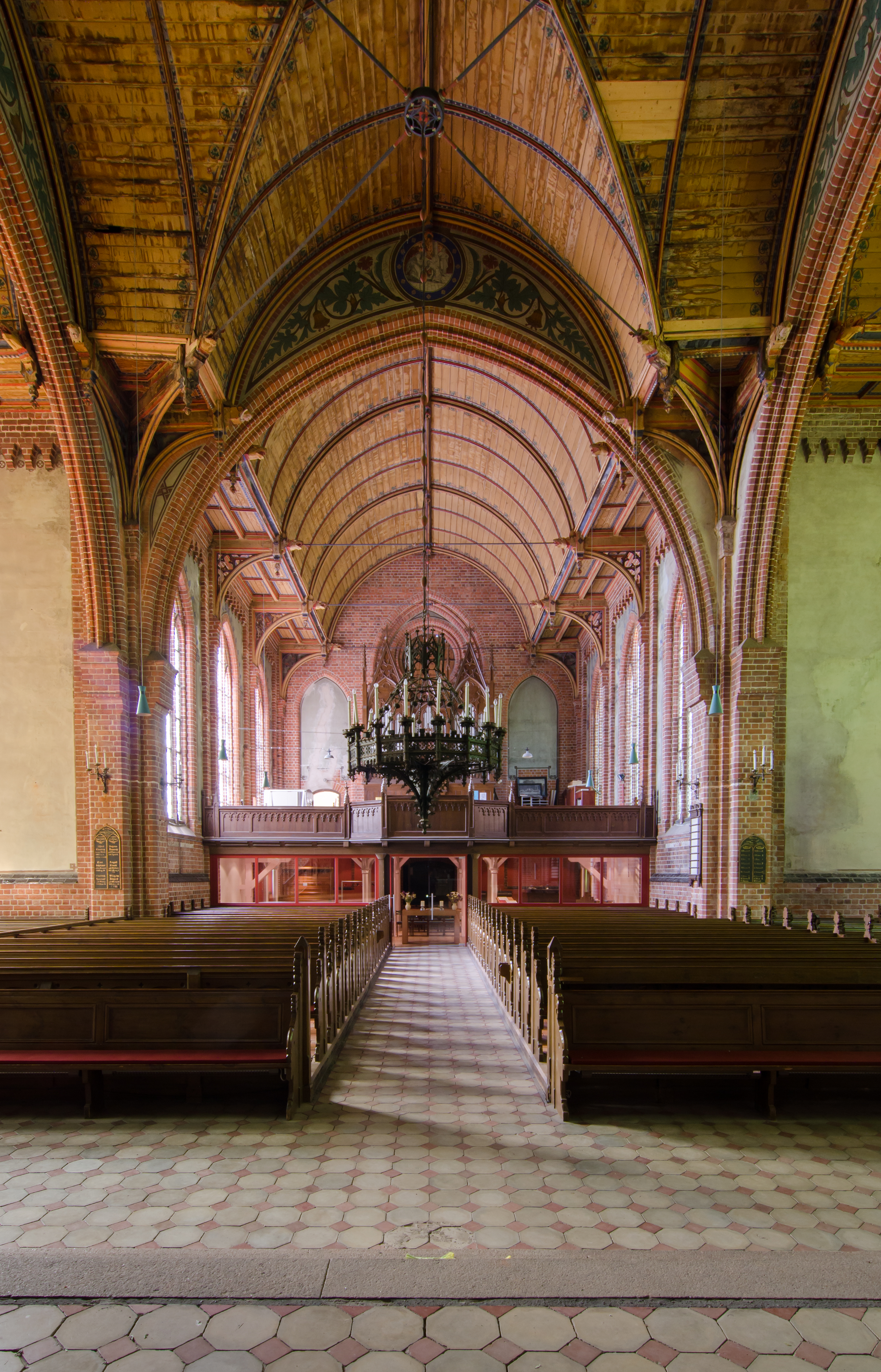
Blick Richtung Orgel

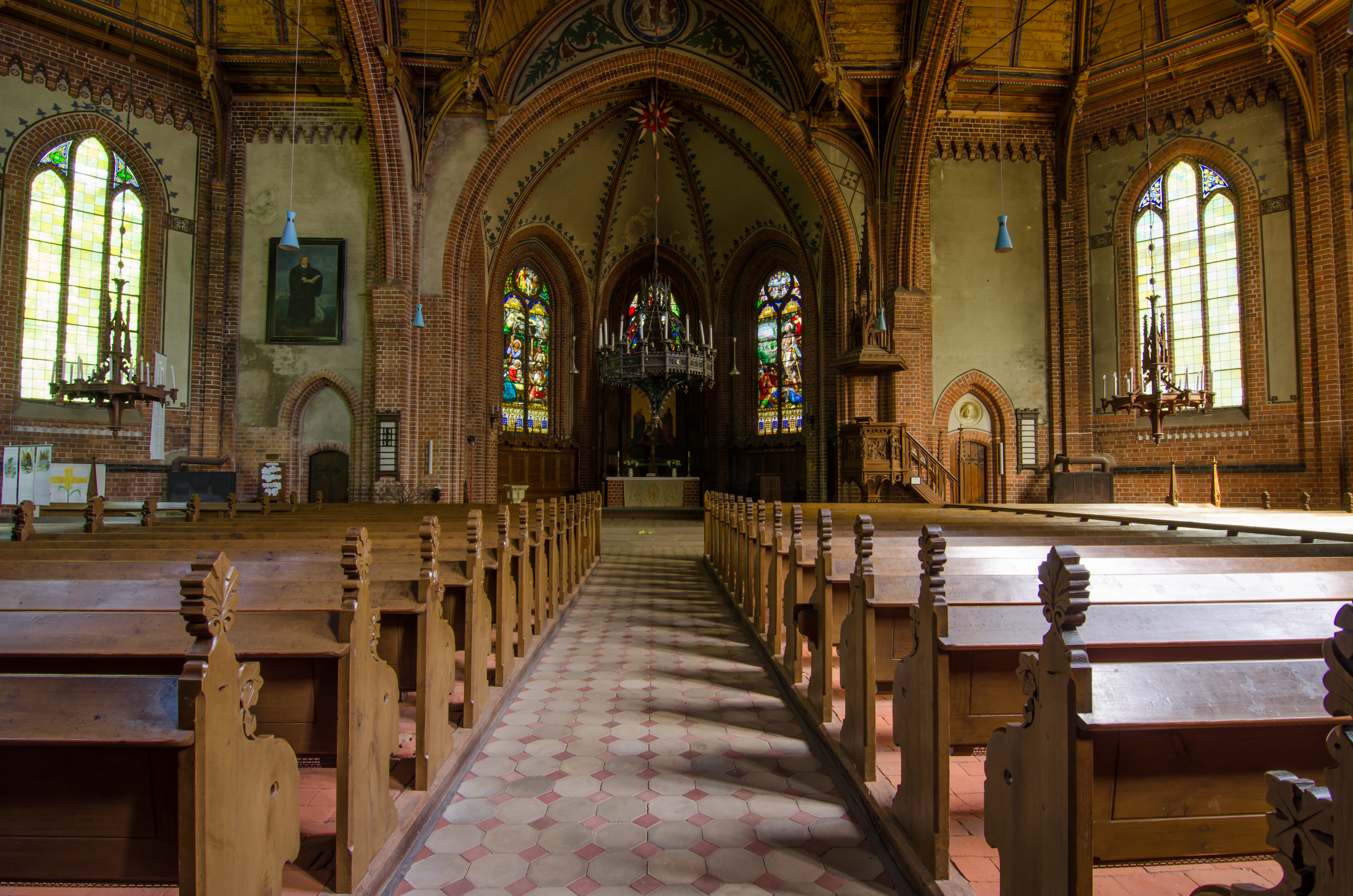
Blick Richtung Altar

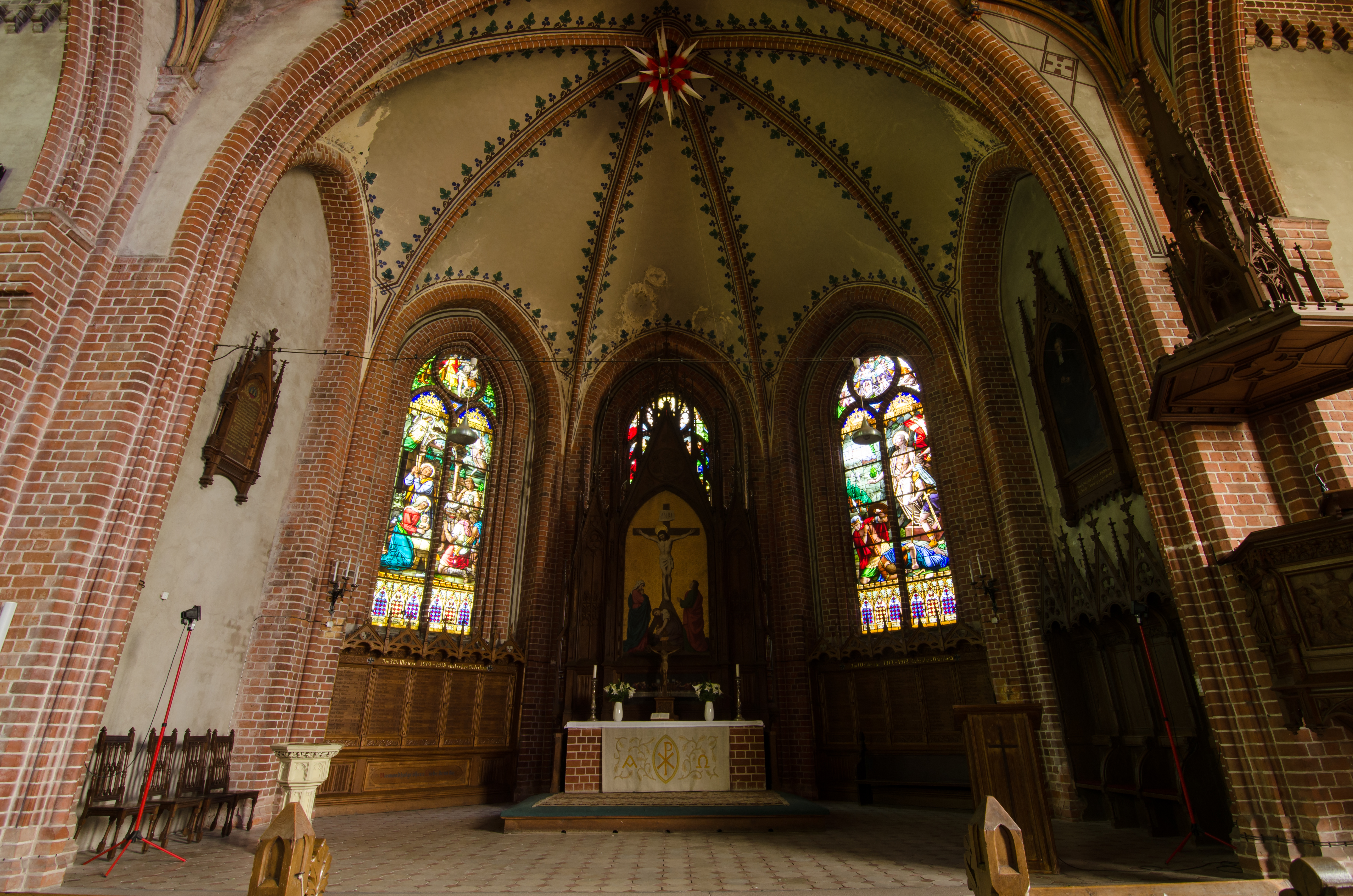
Chor

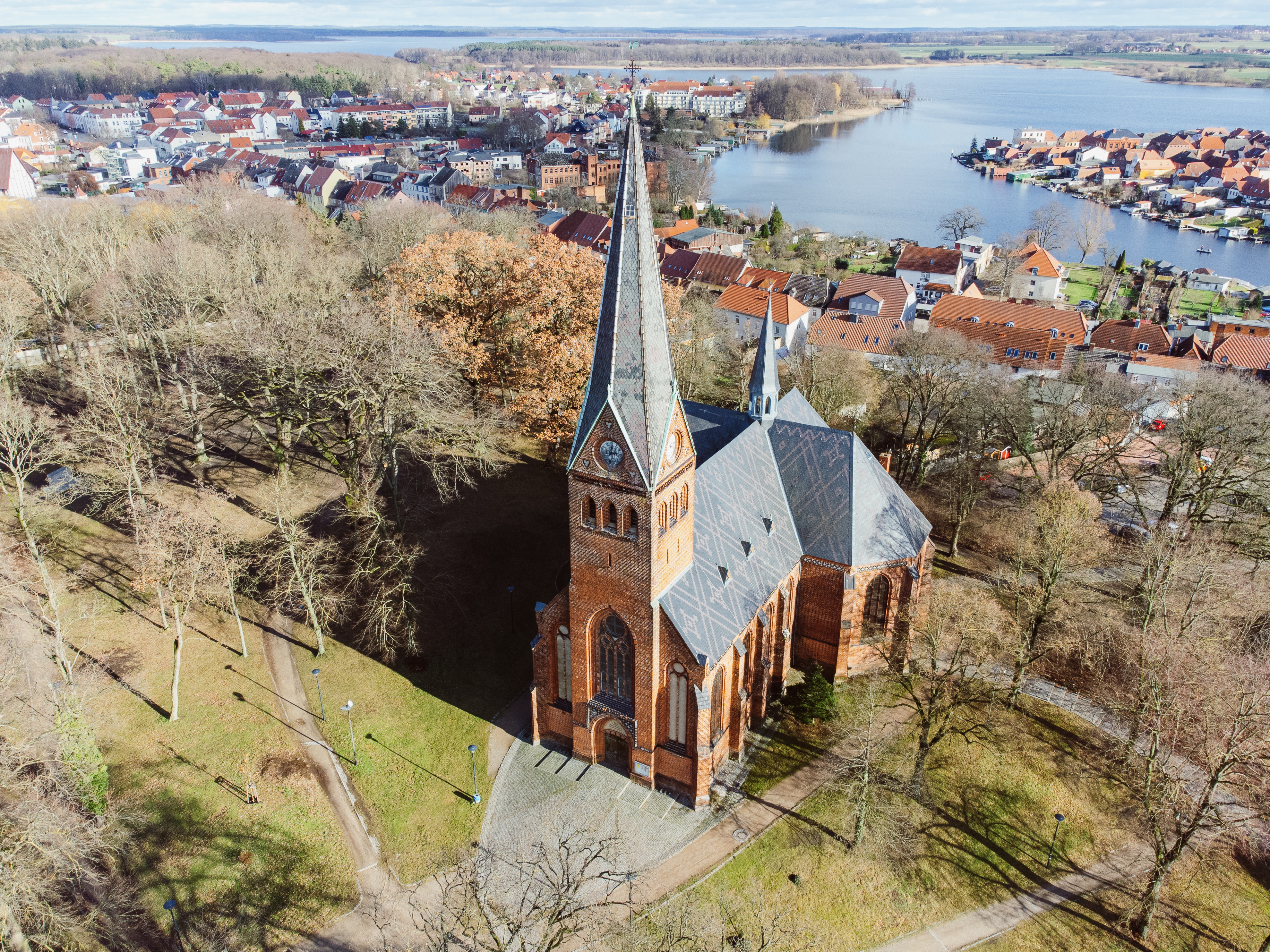
Das Dach der Stadtkirche

Aufgrund der schlechten Bodenverhältnisse auf der Stadtinsel standen hier frühere Kirchenbauten nur für eine recht kurze Zeit. Der Zustand des Turmes der letzten Inselkirche St. Jürgen von 1812 war 1868 so bedrohlich, dass sie abgerissen werden musste.
Für den Neubau der Kirche (statt Rekonstruktion) setzte sich Pastor Ferdinand Stolzenburg (1811–1887) gegen den Widerstand des Bürgermeisters und des Magistrats und mit Unterstützung des Großherzogs Friedrich Franz II. erfolgreich ein. Eine Gedenktafel am ehemaligen Wohnhaus Stolzenburgs gegenüber dem Rathaus weist darauf hin, dass 60 % der Baukosten von 38.295 Talern Spenden waren. Großherzog Friedrich Franz II. unterstützte den Neubau mit 6000 Talern.

### Neubau
Die neugotische einschiffige Backsteinkirche mit dem Querschiff wurde 1870–1873 nach Plänen von Georg Daniel (später geheimer Oberbaurat in Schwerin, der in Malchow auch den Wiederaufbau der 1888 ausgebrannten Klosterkirche von 1849 sowie diverse andere Kirchenbauten im Lande plante) als Kreuzkirche gebaut. Drei Portale (Turm, Nebenflügel) führen in die Kirche.
Der 5/8-Chor im Osten mit dem Kreuzrippengewölbe hat drei neogotische, 1958 erneuerte Glasfenster.
Im fast 50 m hohen quadratischen Westturm mit einem achteckigen spitzen Turmhelm hängt ein Vierergeläut mit drei Eisenhartgussglocken und einer Bronzeglocke. Die Eisenglocken wurden 1953, die Bronzeglocke 1927 gegossen. Es erklingt die Tonfolge fis′-a′-h′-d″ (Parsifalmotiv). Über der Vierung befindet sich ein kleiner achteckiger Turm als Dachreiter.

### Innenraum
Im Inneren wird die Kirche von einem kostengünstigeren Holztonnengewölbe überspannt. Bemerkenswert sind die Drachen an den Köpfen der Zugbänder sowie die Engelfiguren und Medaillons über der Vierung. Drei Fenster sind mit noch erhaltenen Glasmalereien mit Szenen aus dem Leben Christi ausgestattet, während andere Fenster im Zweiten Weltkrieg schwer beschädigt wurden und ersetzt werden mussten.
Die Ausstattung stammt aus der Bauzeit. Sehenswert sind der Altaraufsatz, die achteckige Tauffünte, der 16-eckige Kronleuchter von 1875, die Kanzel von 1873 mit ihren Engels- und Lutherfiguren von 1866 und ein Dreisitz mit Baldachin als Bekrönung. Das Altarbild der Kreuzigung stammt von Theodor Fischer.
Es finden in der Stadtkirche auch Ausstellungen und Konzerte statt.

### Orgel
Die Orgel von 1873 stammt von Friedrich Friese (1827–1896, genannt Friese III). Sie hat zwei Manuale und 16 Register.
1922 wurde sie durch Marcus Runge auf II/18 erweitert, 1967–1968 im neobarocken Stil umgebaut.
2018 wurde die Orgel restauriert, dabei wurde die Originaldisposition samt Übernahme der zwei Zusatzladen mit historisch sinnvollen Registern rekonstruiert. Seit 2016 besitzt die Kirche zusätzlich eine 1968 durch Gert Weyland erbaute Orgel mit 4 Registern, die in der Winterkirche aufgestellt wurde. Des Weiteren existiert eine Kleinorgel von Nußbücker mit 2 Registern.

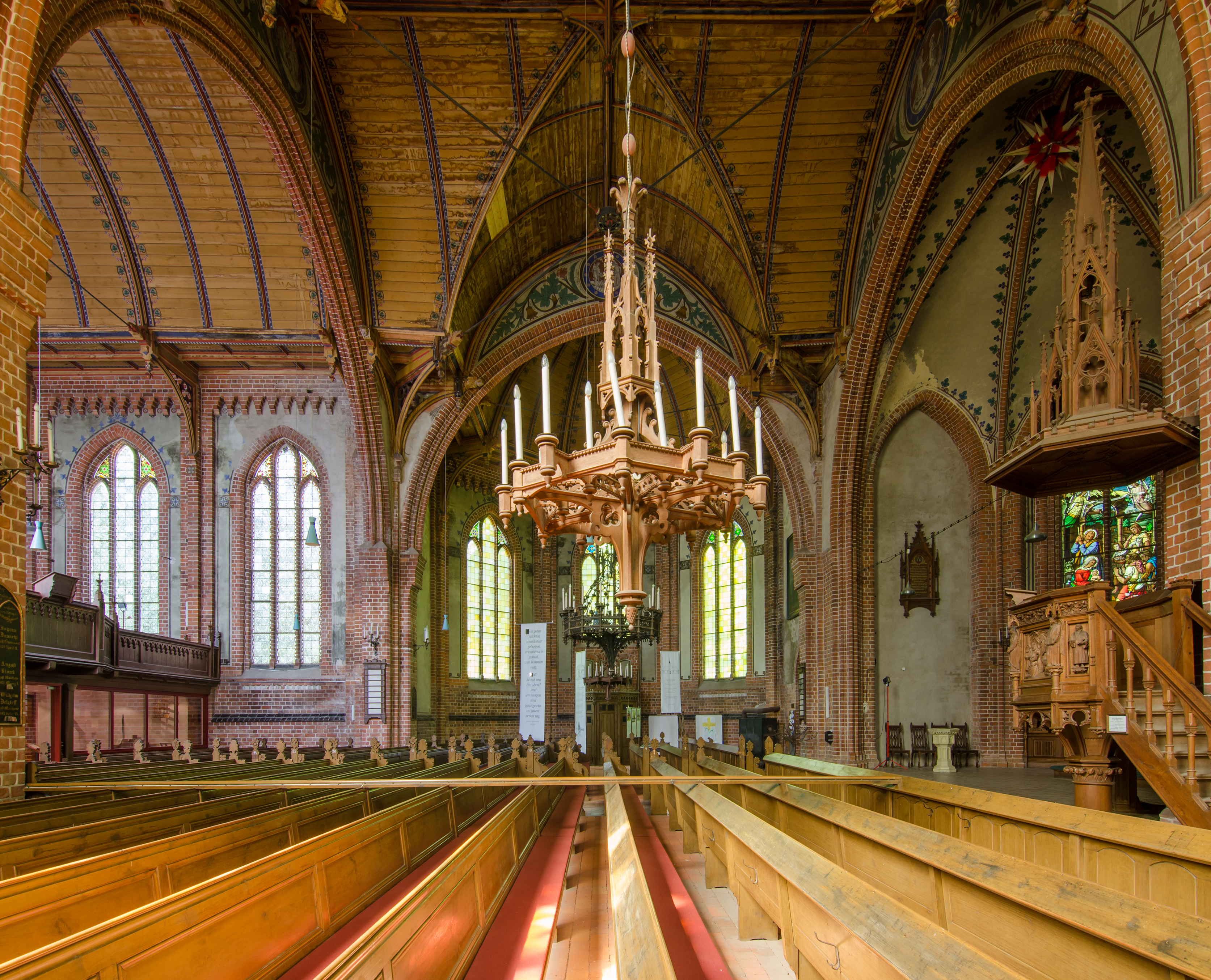
Blick nach Norden
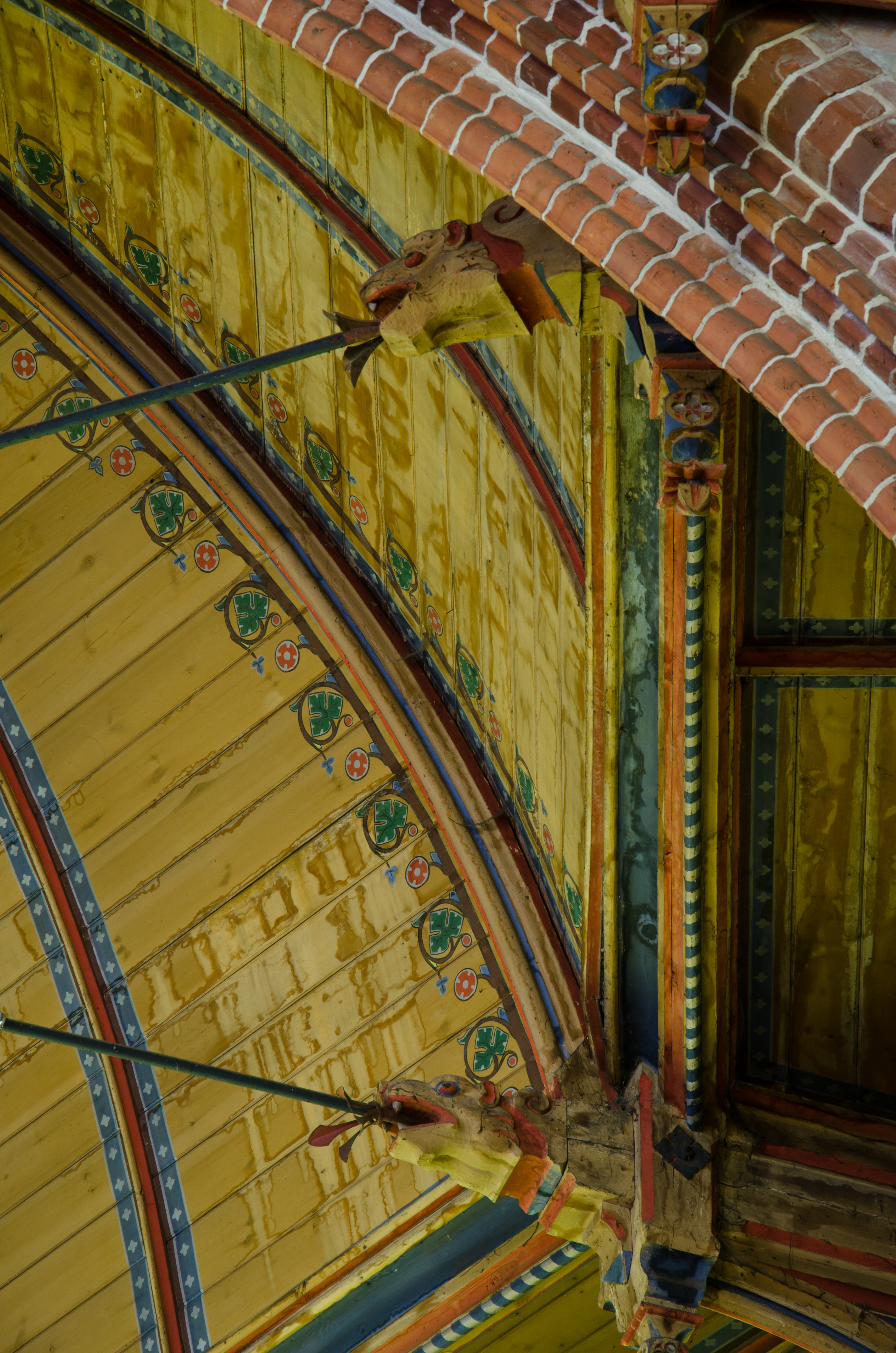
Deckendetail
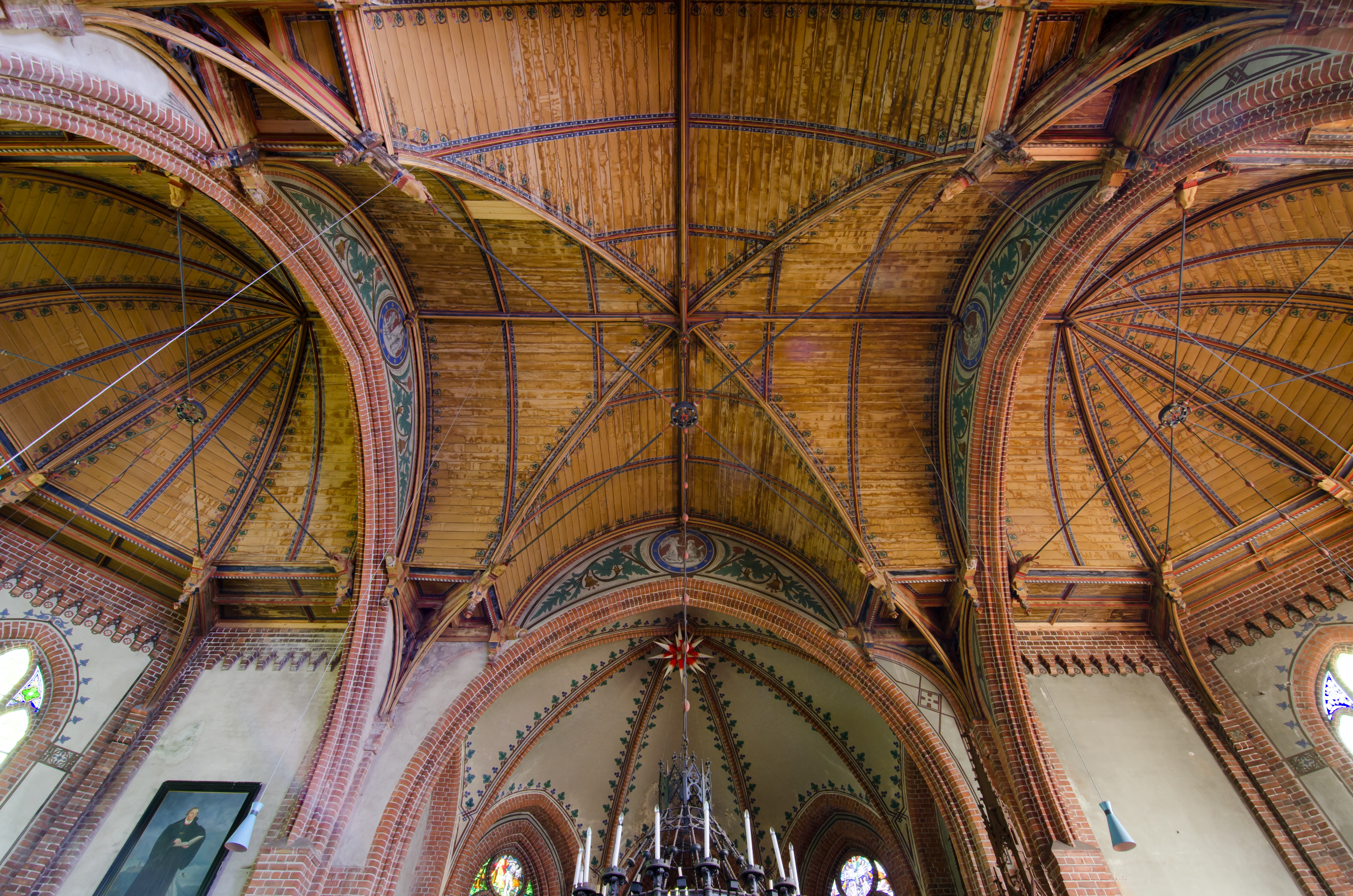
Gewölbe
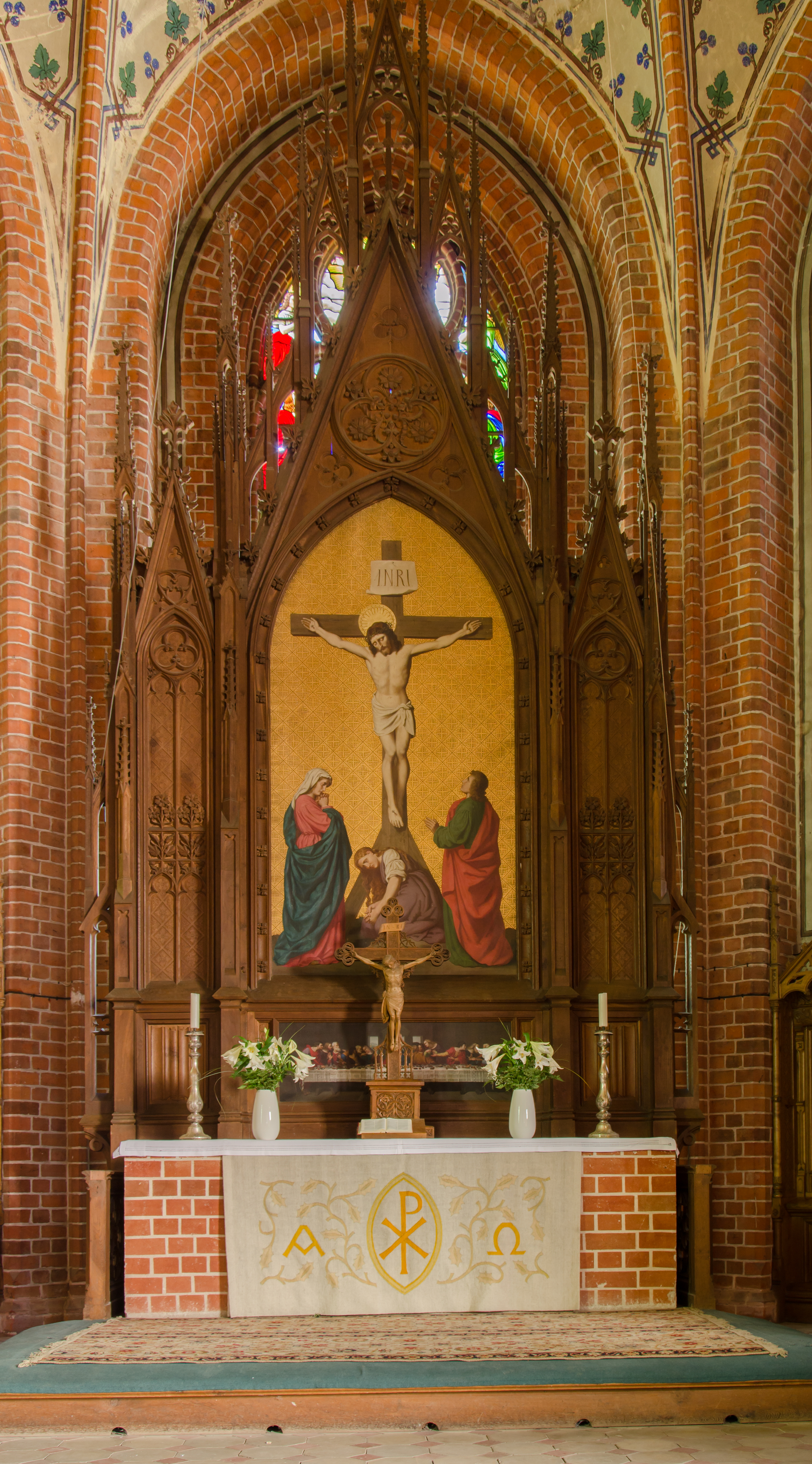
Altar
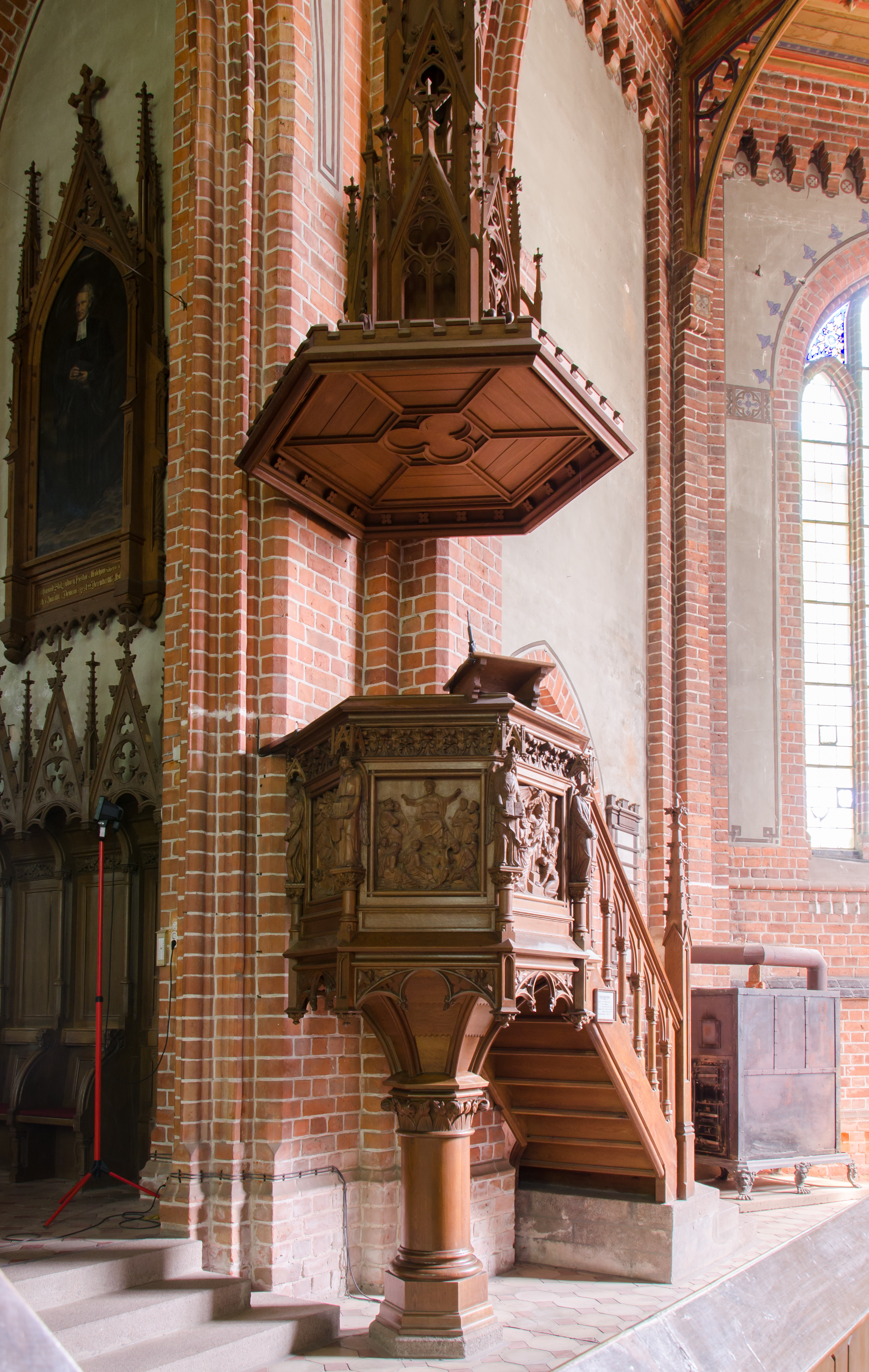
Kanzel
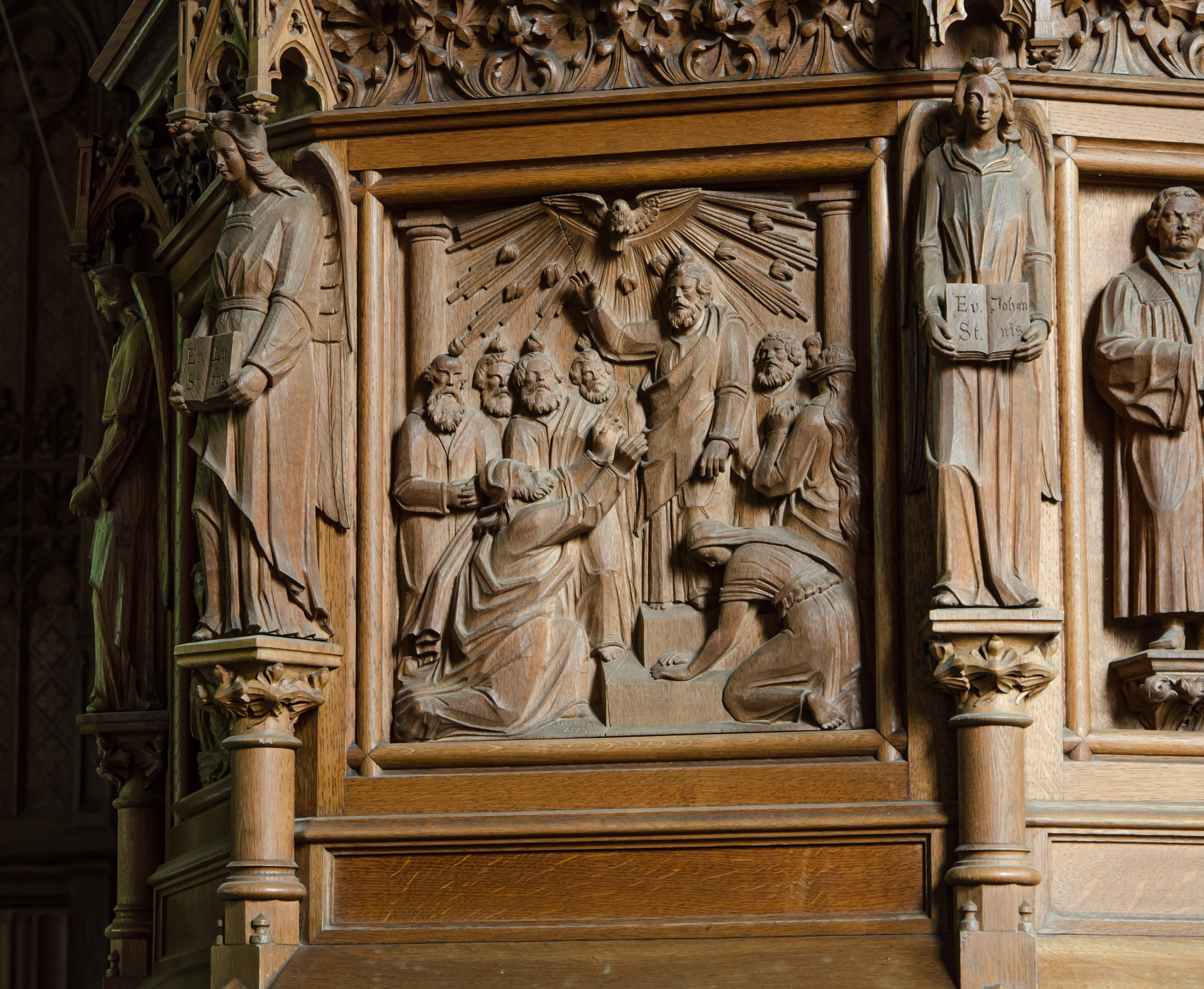
Kanzel Tafel 3
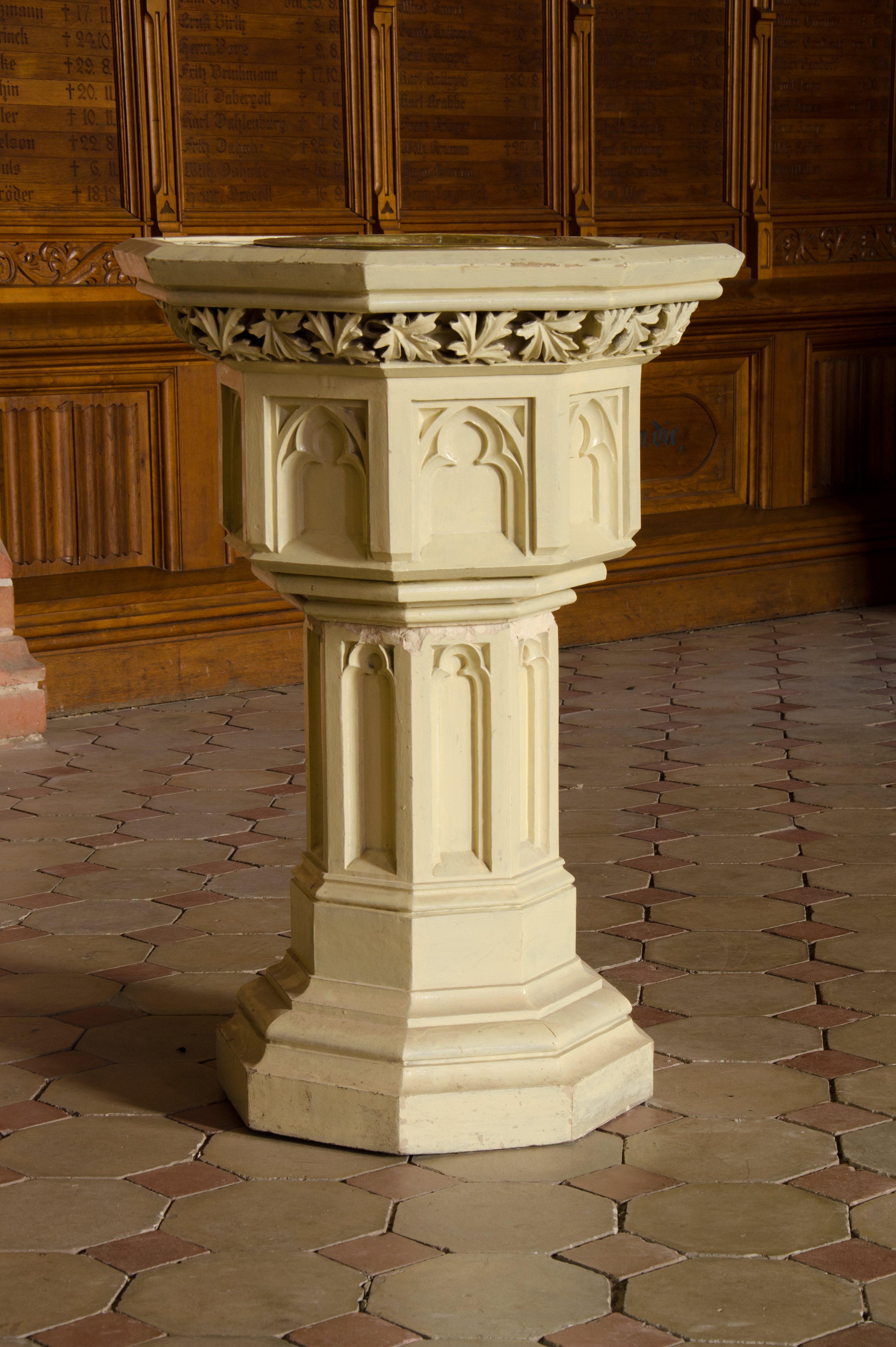
Tauffünte
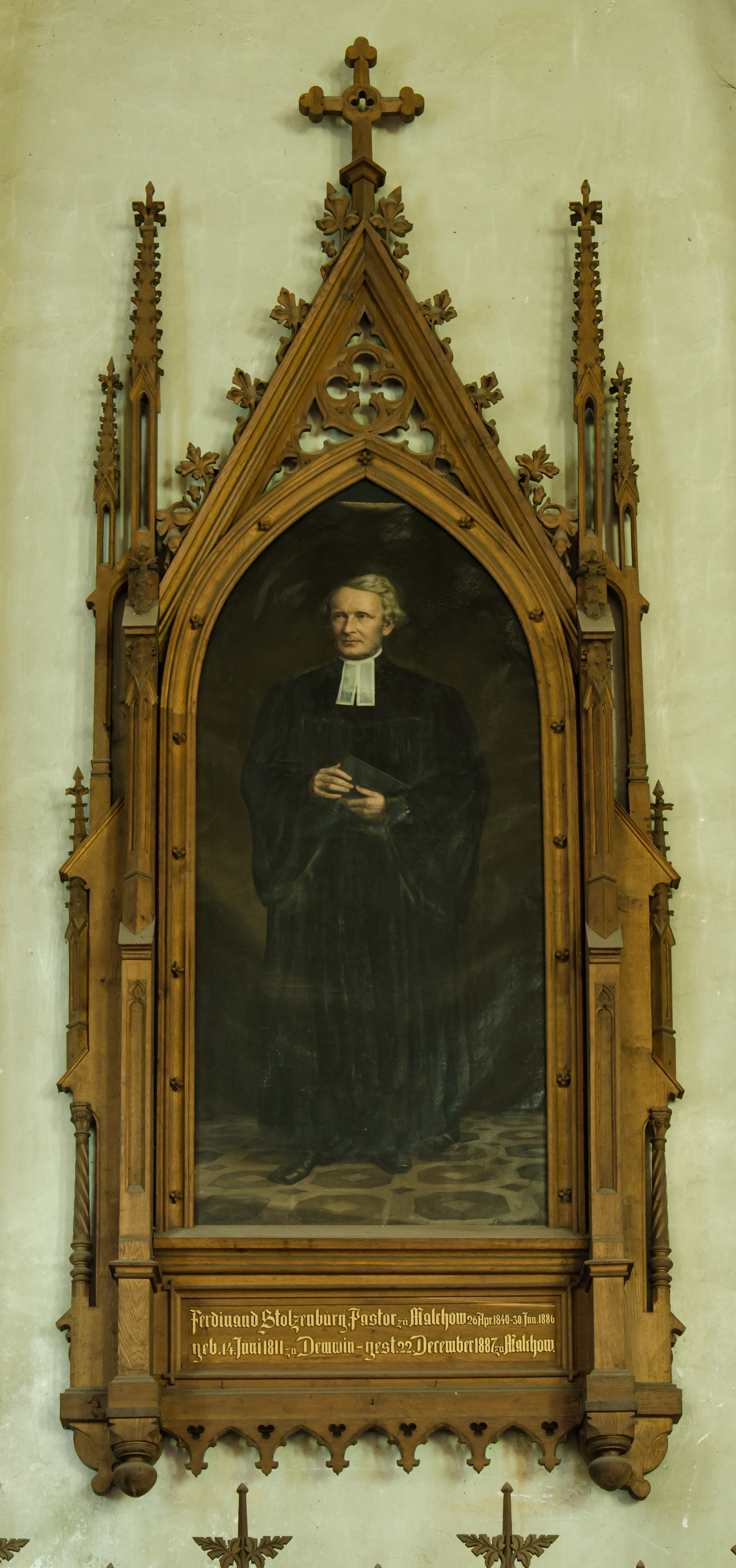
Pastor Stolzenburg

## Kirchengemeinde
Die Kirchengemeinde Malchow gehört zur Kirchenregion Müritz in der Propstei Neustrelitz im Kirchenkreis Mecklenburg der Evangelisch-Lutherischen Kirche in Norddeutschland.